# Пиер Марти
Пиер Марти (на френски: Pierre Marty) е френски психиатър и психоаналитик, бивш президент на Парижкото психоаналитично общество (ППО).

## Биография
Роден е на 11 март 1918 година в Сен Сер, Франция, в семейството на учител. След като завършва гимназия започва да учи медицина и психиатрия. Анализиран е от Марк Шлумбергер през 1947 г. Омъжва се за Симон Фейн, сестра на друг психоаналитик Мишел Фейн. Тя умира през 1963 и той никога повече не се оженва.
На 20 май 1952 г., става пълен член на ППО, а на 20 януари 1953 и секретар на обществото. Пиер Марти също се оттегля с Лакан при разногласията в обществото. Запазва добри отношения с Саша Нахт, Франсис Паше, Морис Бувеи много други. Впоследствие той става един от основателите на наградата „Буве“ през 1962 г.
През 1969 Марти става президент на ППО. През 1972 г. Марти и Мишел Фейн основават института по психосоматика.
Умира на 14 юни 1993 година в Париж на 75-годишна възраст.